# Leo II van Byzantium
Flavius Leo (ca. 467 - 17 november 474), bekend als Leo II (Grieks: Λέων Β′), was keizer van het Oost-Romeinse Rijk van 18 januari tot 17 november 474.
Leo II was de zoon van Zeno en Ariadne, dochter van Leo I. Op 23 oktober 473 werd hij door Leo I tot Caesar benoemd, en bij diens dood werd hij Augustus. Op 17 november stierf hij op zevenjarige leeftijd een natuurlijke dood. Even voor zijn overlijden had de jonge Leo II zijn vader Zeno, die van Isaurische origine was, als mede-keizer gekroond, waardoor die dan ook zijn opvolger werd.